# Nederländska surinameser

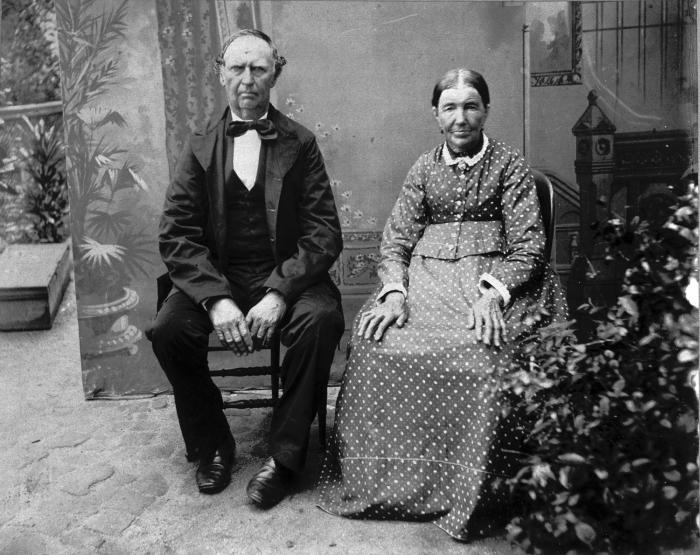
Boroekolonister, 1893.

Nederländska surinameser (nederländska: Boeroes) är benämning på den ursprungligen nederländska grupp, och deras ättlingar, som lämnade Nederländerna, och flyttade till den nederländska besittningen Nederländska Guyana (nuvarande Surinam), under nederländskt kolonialstyre.
De nederländska bosättarna sökte sig till Surinam på jakt efter ett bättre liv, och började komma till Surinam på 1800-talet. Gruppen utgjordes framför allt av fattiga bönder, med ursprung i provinserna Gelderland, Utrecht och Groningen.